# Štoky
Štoky (en allemand : Stecken) est un bourg (městys) du district de Havlíčkův Brod, dans la région de Vysočina, en République tchèque. Sa population s'élevait à 1 968 habitants en 2020.

## Géographie
Štoky se trouve à 10 km à l'ouest-nord-ouest de Polná, à 12 km au sud de Havlíčkův Brod, à 12 km au nord de Jihlava et à 105 km à l'est-sud-est de Prague.
La commune est limitée par Okrouhlička, Havlíčkův Brod et Šlapanov au nord, par Věžnice, Kamenná et Dobronín à l'est, par Střítež, Jihlava, Smrčná et Větrný Jeníkov au sud, et par Zbinohy, Úsobí et Kochánov à l'ouest.

## Histoire
La première mention écrite de la localité date de 1347. La commune a le statut de městys depuis le 10 octobre 2006.

## Administration
La commune se compose de cinq quartiers :
- Štoky
- Petrovice
- Pozovice
- Smilov
- Studénka

## Transports
Par la route, Štoky se trouve à 11,5 km de Polná, à 13 km de Havlíčkův Brod, à 15 km de Jihlava et à 121 km de Prague.